# Lỗ hổng sản lượng
Lỗ hổng GDP hay lỗ hổng sản lượng là khoảng chênh lệch giữa GDP thực tế  (sản lượng thực tế) và GDP tiềm năng. Công thức tính lỗ hổng sản lượng là Y–Y* với Y là sản lượng thực tế, và Y* là sản lượng tiềm năng. Nếu công thức cho kết quả là số dương nó được gọi là lỗ hổng lạm phát chỉ ra rằng mức tăng trưởng tổng cầu nhanh hơn tổng cung - có thể dẫn đến lạm phát, nếu cho số âm nó được gọi là lỗ hổng suy thoái - biểu thị khả năng giảm phát.

## Cách tính

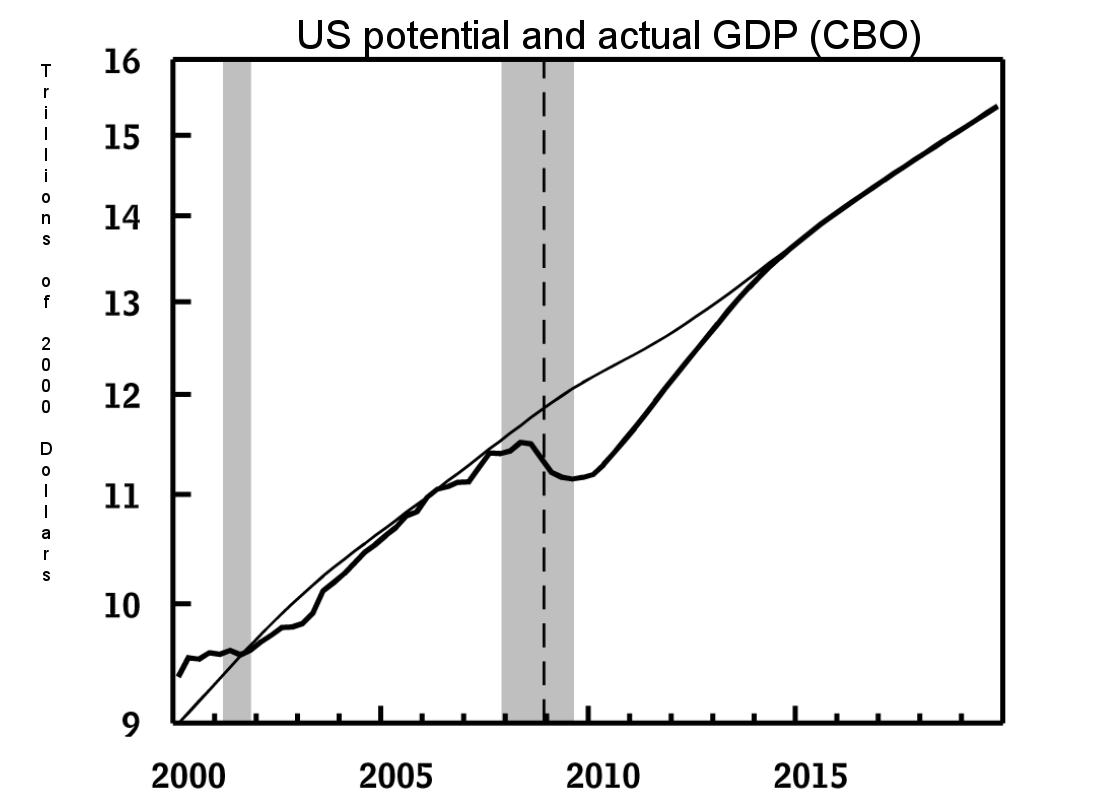
GDP tiềm năng (đường nhạt) và GDP thực tế (đường đậm). Phần chênh lệch giữa 2 đường đại diện cho lỗ hổng GDP.

Tỷ lệ phần trăm của lỗ hổng GDP tính bằng GDP thực tế trừ GDP tiềm năng và chia cho GDP tiềm năng.
{\displaystyle {(GDP_{actual}-GDP_{potential})} \over {GDP_{potential}}}.
Ngày 2013 dữ liệu từ Văn phòng Ngân sách Quốc hội Hoa Kỳ cho thấy lỗ hổng sản lượng dự kiến trong năm 2013 là khoảng 1 nghìn tỷ USD, hoặc gần 6% sản lượng tiềm năng.

## Định luật Okun
Định luật Okun dựa trên phân tích hồi quy dữ liệu thống kê của Hoa Kỳ cho thấy mối tương quan giữa thất nghiệp và GDP. Định luật này được phát biểu như sau: với mỗi 1% tăng lên của thất nghiệp chu kỳ (mức thất nghiệp thực tế - tỷ lệ thất nghiệp tự nhiên), GDP sẽ giảm β%. 
%lỗ hổng sản lượng = −β x %thất nghiệp chu kỳ
Từ phương trình trên, viết lại như sau:
{\displaystyle {{(Y-Y^{*})} \over {Y^{*}}}=-\beta {}(u-{\bar {u}})}
với:
- Y là sản lượng thực tế
- Y* là sản lượng tiềm năng
- u là tỷ lệ thất nghiệp thực tế
- ū là tỷ lệ thất nghiệp tự nhiên
- β là hằng số rút ra từ hồi quy mô tả mối quan hệ giữa độ lệch khỏi sản lượng tiềm năng và thất nghiệp tự nhiên

## Hậu quả của lỗ hổng sản lượng

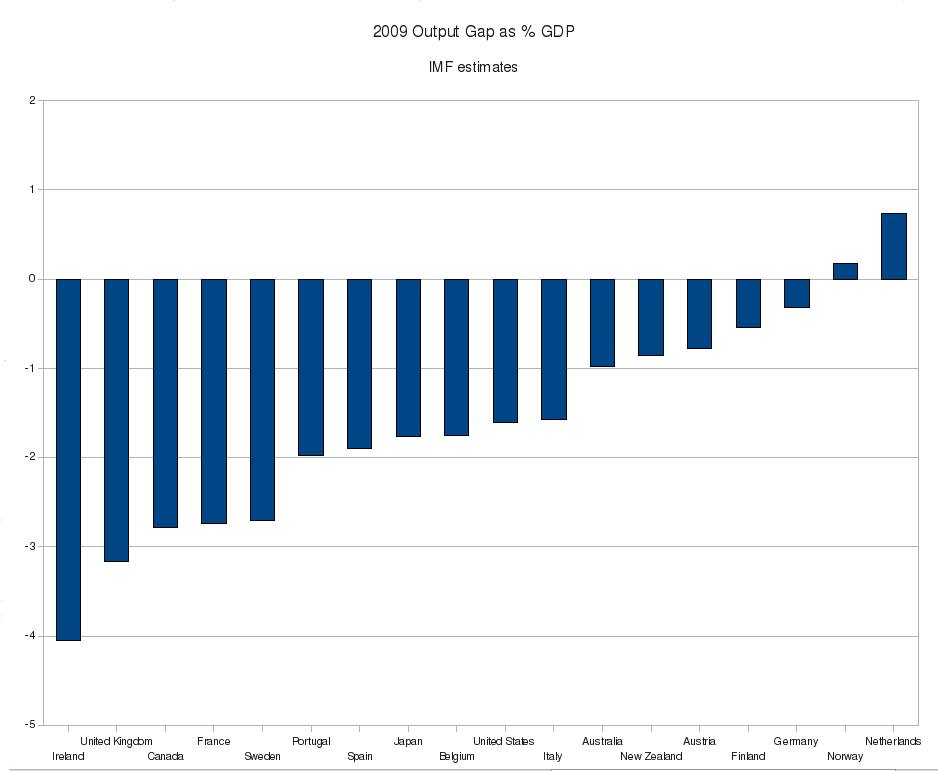
Ước lượng lỗ hổng sản lượng của IMF năm 2009 theo quốc gia

Lỗ hổng sản lượng dai dẳng thường gây ra nhiều hậu quả tai hại, trong số đó, có thị trường việc làm, tiềm năng tăng trưởng kinh tế trong dài hạn và ngân sách công. Trước hết, chừng nào lỗ hổng còn kéo dài, thị trường lao động sẽ còn hoạt động kém hiệu quả vì nó biểu hiện công nhân không có việc làm, nền kinh tế hoạt động không hết năng lực. Sự chùng xuống trên thị trường việc làm Hoa Kỳ vào tháng 10/2013 là một bằng chứng khi tỷ lệ thất nghiệp lên đến 7.3%, trong khi tỷ lệ thất nghiệp bình quân năm 2007 là 4.6%, trước khi suy thoái diễn ra.
Thứ hai, lỗ hổng sản lượng lớn và dai dẳng sẽ gây ra nhiều thiệt hại hơn lên tiềm năng tăng trưởng của nền kinh tế trong dài hạn, điều mà các nhà kinh tế gọi là "hiệu ứng trễ". Về bản chất, vốn và lao động nằm yên trong thời gian dài do nền kinh tế hoạt động dưới mức tiềm năng có thể gây ra những bất lợi lâu dài. Ví dụ, những công nhân không được thuê mướn càng lâu, thì kỹ năng và tính chuyên nghiệp của họ càng suy giảm nhiều hơn, biểu thị những công nhân này không còn đáp ứng được công việc nữa. Đối với nước Mỹ, quan ngại này ngày càng sâu sắc khi tỷ lệ thất nghiệp dài hạn —  là những người đã thất nghiệp trong hơn 6 tháng trong tổng số người thất nghiẹp—lên đến 36.9% trong tháng 9/2013. Hơn nữa, một nền kinh tế kém hiệu quả có thể dẫn đến giảm đầu tư cho những lĩnh vực chỉ trả cổ tức trong dài hạn, như giáo dục và R&D. Điều này chắc chắn làm suy giảm tiềm năng tăng trưởng trong dài hạn 
Thứ ba, lỗ hổng sản lượng lớn và dai dẳng cũng gây ra những ảnh hưởng tai hại lên nền tài chính công của một quốc gia. Một mặt, vì nền kinh tế phải vật lộn với tình trạng thị trường lao động yếu, làm hao hụt nguồn thu thuế, khi người lao động thất nghiệp hoặc thiếu việc không thể nộp thuế thu nhập hay nộp ít hơn mức mà họ lẽ ra đã nộp nếu được thuê mướn đầy đủ. Thêm vào đó, thất nghiệp tăng buộc chính phủ phải chi trả nhiều hơn cho các chương trình an sinh xã hội (ở Mỹ, các chương trình này bao gồm bảo hiểm thất nghiệp, tem phiếu thực phẩm, Medicaid, và Chương trình hỗ trợ tạm thời cho các Gia đình túng thiếu). Cả thu thuế giảm và chi tiêu công tăng lên cùng lúc làm trầm trọng thêm thâm hụt ngân sách. Thật vậy, nghiên cứu đã chỉ ra với mỗi đô la mất đi so với sản lượng tiềm năng, thâm hụt ngân sách của Hoa Kỳ sẽ tăng 37%.

## Những phản ứng với lỗ hổng sản lượng tại Hoa Kỳ
Đã có hai đề xuất được đưa ra bởi các nhà hoạch định chính sách trong những năm gần đây nhằm kích thích nền kinh tế (nhờ đó giúp thu hẹp lỗ hổng sản lượng) là đạo luật American Jobs Act (đề xuất bởi tổng thống Obama) và đạo luật Jobs Through Growth Act (được các Thượng nghị sĩ Cộng hòa phát triển).

### American Jobs Act
Đạo luật American Jobs Act thể hiện sự ưu tiên thúc đẩy tăng trưởng kinh tế bằng biện pháp kích cầu, chủ yếu thông qua kích thích chi tiêu và giảm thuế cho người lao động.
Trong năm đầu tiên áp dụng, hãng Moody's Analytics ước tính đạo luật có thể tạo ra đến 1.9 triệu việc làm. Hơn nữa, hãng tư vấn Macroeconomic Advisers, một hãng dự báo kinh tế hàng đầu, ước tính American Jobs Act sẽ kích hoạt GDP tăng thêm 1.3% trong năm đầu tiên, mức tăng mà hãng này cho là "đáng kể."

### Jobs Through Growth Act
Đạo luật Jobs Through Growth Act  thể hiện niềm tin của phe Bảo thủ rằng các chính sách về phía cung là biện pháp tốt nhất để nuôi dưỡng tăng trưởng kinh tế, ví dụ như giảm thuế đánh lên tầng lớp giàu có, giảm bớt các thủ tục và cắt giảm chi tiêu của chính phủ.
Nếu bỏ qua điều khoản về cân bằng ngân sách trong dự luật, Jobs Through Growth Act sẽ không tạo ra hiệu ứng đáng kể lên việc làm hay GDP trong ngắn hạn. Tuy nhiên, nếu điều khoản cân bằng ngân sách được thông qua thành luật, nó sẽ buộc chính phủ cắt giảm chi tiêu quyết liệt, và làm trầm trọng thêm lỗ hổng sản lượng.